# Shivakiar Ibrahim

Shivakiar Ibrahim

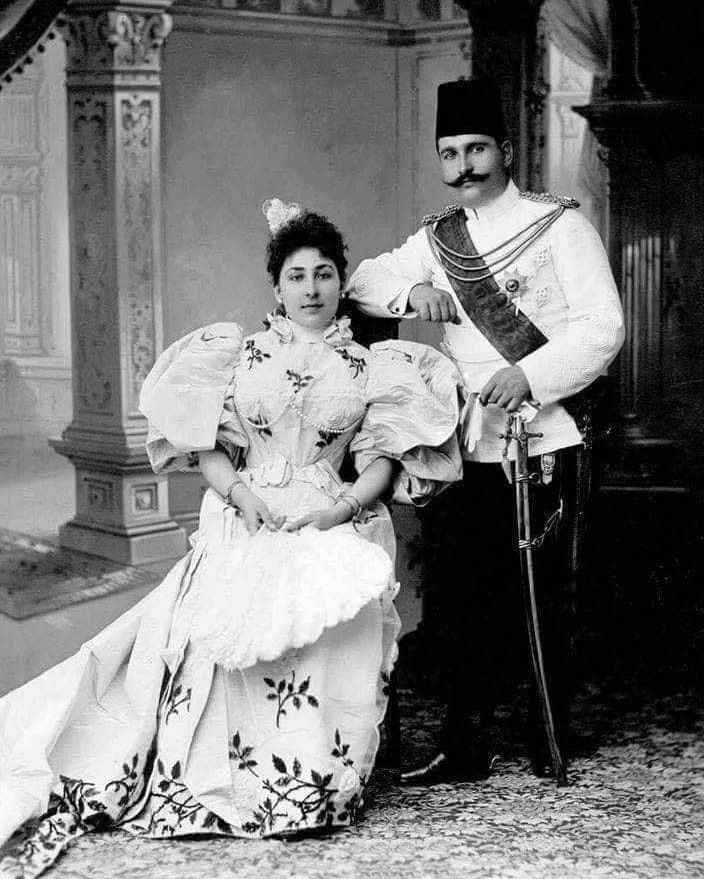
Shivakiar Ibrahim mit ihrem ersten Ehemann König Fu'ād I.

Ihr Grabmal auf dem Friedhof Hosch al-Bascha

Shivakiar Ibrahim, auch Shivakiar Khanum Effendi, (geb. 25. Oktober 1876 in Üsküdar; gest. 17. Februar 1947 in Kairo) war die erste Ehefrau des ägyptischen Königs Fu'ād I. Nach ihrer Scheidung von ihm ging sie vier weitere Ehen ein.

## Biographie

### Familiärer Hintergrund
Shivakiar Ibrahim war die einzige Tochter von Vijdan Navjuvan Khanum und von deren Ehemann, Feldmarschall Ibrahim Fahmi Ahmad Pasha. Die Mutter war tscherkessischer Herkunft. Sie hatte zwei Brüder, Ahmad Saif ud-Din Ibrahim Bey und Muhammad Vahid ud-Din Ibrahim Bey. Die Ehe der Eltern wurde geschieden, und die Mutter heiratete in zweiter Ehe Faridun Pasha, einen Offizier der Osmanischen Armee.

### Leben und Ehen
Am 30. Mai 1895 heiratete Shivakiar Ibrahim ihren Großcousin Ahmad Fu'ād, der 1917 ägyptischer König wurde. Sie gebar einen Sohn, Ismail Fu'ād, der kurz nach der Geburt starb, und eine Tochter, Fawkia. Im Mai 1898 ließ sie sich scheiden. Während einer Auseinandersetzung schoss ihr Bruder auf Fu'ād, der in der Kehle getroffen wurde. Fu'ād überlebte, behielt aber eine Narbe zurück.
In zweiter Ehe war Shivakiar Ibrahim mit Abdul Rauf Sabit verheiratet, mit dem sie eine Tochter und einen Sohn bekam. 1903 ließ sie sich scheiden und heiratete im Jahr darauf Saifullah Yusri Pasha, dem sie ebenfalls eine Tochter und einen Sohn gebar. Diese Ehe wurde 1916 geschieden. In vierter Ehe heiratete sie am 5. Juli 1917 Muhammad Salim Khalil Bey Demirkan, mit dem sie einen weiteren Sohn, Muhammad Vahid ud-din Khalil, hatte; insgesamt hatte sie also vier Söhne und drei Töchter. Von Demirkan ließ sie sich 1925 scheiden. Ihre letzte Ehe ging sie am 1. Juli 1927 mit Ilhami Husain Pasha ein.
In ihren späteren Lebensjahren war Shivakiar Ibrahim Präsidentin der Muhammad Ali Benevolent Society sowie der Gesellschaft Mar’al-Guedida, die Mädchen in verschiedenen Berufen, vor allem als Krankenschwester und Schneiderin, ausbildete. Berühmt waren die von ihr ausgerichteten prächtigen Gesellschaften. Sie schrieb mehrere Bücher, darunter Mon pays: la renovation de l'Egypte, Mohammed Aly. Nachdem sie von ihrem Bruder Ahmad geerbt hatte, zog sie in einen Palast gegenüber dem Parlamentsgebäude. Dort hütete sie eine „Ahnengalerie“ mit Büsten aller ägyptischen Vizekönige bis hin zu König Faruq, den letzten Herrscher der Dynastie von Muhammad Ali.
Shivakiar Ibrahim starb am 17. Februar 1947 im Kasr al-Aali Palace in Kairo und wurde in Hosch al-Bascha, dem Grabkomplex der Muhammad-Ali-Dynastie, auf dem Gelände der Stadt der Toten bestattet. Ihre sterblichen Überreste liegen in einem überdimensionalen Bett aus Marmor.